# Raspletin (cráter)
Raspletin es un cráter de impacto localizado junto al borde interior sureste de la llanura de Gagarin, un cráter de gran tamaño situado sobre la cara oculta de la Luna.
|  |

La pared interior del sudeste de Raspletin se ha fusionado con el borde de Gagarin, dándole la apariencia de tener mucha más anchura en ese lado. El resto del borde es de contorno algo polígonal, con zonas rectas al norte y al oeste. El brocal está erosionado, con algunos pequeños cráteres en su lado sur, donde otro pequeño cráter está unido al borde exterior en la zona en la que Raspletin se une a la cara interna de Gagarin.
El suelo interior es irregular en la mitad sureste, y más nivelado al noroeste. En el punto medio aparece una pareja de pequeños cercos de cráter desgastados y redondeados. Un pequeño cráter se sitúa sobre el borde de la pared interior al noreste y otro en el lado interior suroeste.